# Sophie Bray
Sophie Bray (12 mei 1990) is een Engelse hockeyspeelster. Ze won 2016 met de Britse hockeyploeg de gouden olympische medaille, door in de finale Nederland te verslaan na het nemen van shoot-outs.
De in Frankrijk geboren Bray speelde toen ze klein was tennis en voetbal, maar ze stapte in haar schooltijd over naar het hockey. Ze kwam te spelen bij Surbiton Hockey Club. Ze studeerde psychologie aan de Universiteit van Birmingham. Sinds 2016 speelt Bray in de Nederlandse Hoofdklasse bij het Utrechtse SV Kampong.

## Erelijst

### Groot-Brittannië
- 2016 –  Olympische Spelen in Rio de Janeiro

### Engeland
- 2014 –  Gemenebestspelen in Glasgow
- 2014 - 11de WK in Den Haag
- 2015 -  EK in Londen